# はたらく一家
『はたらく一家』（はたらくいっか）は、1938年に発表された徳永直の小説及び1939年の映画化作品である。

## 概要

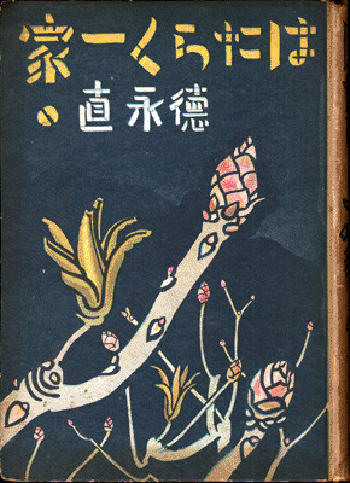
1941年版の表紙

初出は、雑誌『自由』の1937年8月号。その後短編集『はたらく一家』（吉田貫三郎装幀、三和書房、1938年11月）に収録される。映画化の後、収録作品をいくつか入れ替え、桜井書店版（柳瀬正夢装幀、1941年4月）が刊行されている。この桜井書店版は、1946年に再版された。1948年には収録作品をいくつか差し替えて、新潮文庫として刊行されている。

## 評価
中島健蔵は、1937年7月の『報知新聞』の文芸時評でこの作品をとりあげ、「どうにもならない生活苦に対する少年の反抗と、その反抗が容易に通らない経緯が、例の通り極めて着実な書き方でびしびしと盛られている。私は、この小説を今月第一の作として推す」と評した。
坂口安吾は、桜井書店版の再版を読んで、1947年発表の「通俗と変貌と」と題するエッセイで、「これも、やつぱり、読物だ」「読まれることは当然なのだがそれを文学だと思つてはいけない。」と評した

## 映画
1939年3月11日に日本劇場で公開された日本映画。製作は東宝映画。モノクロ。上映時間は65分。

### スタッフ
- 原作：徳永直
- 音楽：太田忠
- 演奏：P.C.L.管弦楽団
- 撮影：鈴木博
- 美術：松山崇
- 録音：下永尚
- 照明：岸田九一郎
- 編集：岩下広一
- 製作担当者：大岩弘明
- プロデューサー：武山政信
- 脚本、監督：成瀬巳喜男

### キャスト

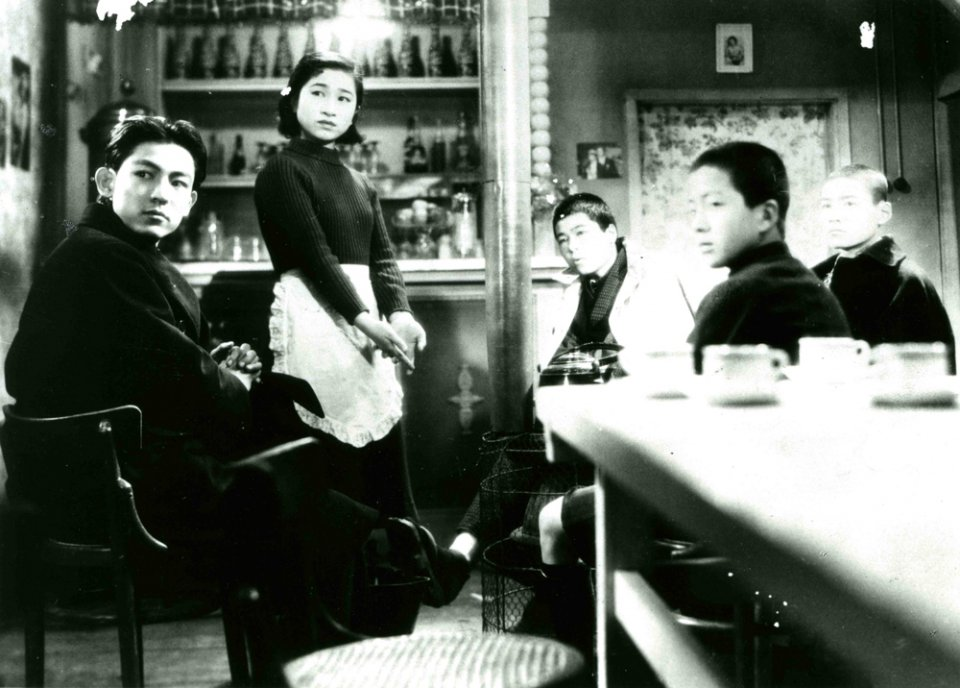
映画の一場面

- 石村（職工）：徳川夢声
- 石村ツエ（女房）：本間敦子
- 石村希一（長男）：生方明
- 石村源二（次男）：伊東薫
- 石村昇（三男）：南青吉
- 石村栄作（四男）：平田武
- 石村幸吉（五男）：阪東精一郎
- 石村ヒデ（長女）：若葉喜世子
- 小川先生：大日方伝
- 光子（喫茶店の娘）：椿澄枝
- 工場の組長：真木順
- 職工：藤輪欣司